# Vulcanochthonius
Genre
Vulcanochthonius est un genre de pseudoscorpions de la famille des Chthoniidae.

## Distribution
Les espèces de ce genre sont endémiques de l'île d'Hawaï,.

## Liste des espèces
Selon Pseudoscorpions of the World (version 3.0) :
- Vulcanochthonius aa Muchmore, 2000
- Vulcanochthonius howarthi (Muchmore, 1979)
- Vulcanochthonius pohakuloae Muchmore, 2000

## Publication originale
- Muchmore, 2000: The Pseudoscorpionida of Hawaii Part I. Introduction and Chthonioidea. Proceedings of the Entomological Society of Hawaii, vol. 34, p. 147-162.